# 윌비스
윌비스(Willbes)는 대한민국의 섬유 및 교육 기업이다.

## 역사
1973년 군자산업으로 창업하여 1989년 유가증권시장에 상장하였으며 1997년 미래와 사람으로 상호를 변경하였다가 다시 현재의 상호로 변경하였으며 2008년 한림법학원을 인수하면서 교육사업에 진출하였다

## 테마주
최대주주 겸 회장이 이준석 전 국민의힘 대표와 하버드 동문이라는 이유로 테마주로 여겨진다

## 종속기업
- 나무경영아카데미
- 스터디독서실
- 윌비스에듀
- THE WILLBES HAITIAN S.A.
- 한림법학원

## 같이 보기
- 이준석